# شریف‌آباد (شریف‌آباد)
شریف‌آباد روستایی در دهستان شریف‌آباد بخش مرکزی شهرستان سیرجان استان کرمان ایران است.

## جمعیت
بر پایه سرشماری عمومی نفوس و مسکن در سال ۱۳۹۵ جمعیت این مکان ۲٬۴۰۶ نفر (۶۶۹خانوار) بوده‌است.